# Nosaltres Sols!
Nosaltres Sols! (¡Nosotros solos! en castellano) fue una agrupación nacionalista radical catalana fundada y liderada por Daniel Cardona i Civit. Fue la primera organización estrictamente político-armada del siglo XX en España. Nació en 1931 aprovechando el local de la Unió Catalanista y tenía como principal objetivo enfrentarse a los que consideraba enemigos de Cataluña. Su nombre proviene de la traducción al catalán del nombre del partido irlandés Sinn Féin el cual debiera haber sido traducido como "Nosaltres Mateixos" ('Nosotros Mismos' en castellano).
En 1932 Nosaltres Sols! se transformó en la Organització Militar Nosaltres Sols! (Organización Militar ¡Nosotros solos!) al proclamarse el estatuto de Núria que la organización consideraba demasiado autonomista, opuesta a su secesionismo radical.
Nosaltres Sols! participó activamente en los hechos del Seis de octubre de 1934, por los cuales Daniel Cardona fue obligado a exiliarse y su liderazgo fue discutido. El sector juvenil fundó el Bloc Escolar Nacionalista, con cierta independencia respecto a la organización y con tendencias obreristas y marxistas, mientras que un grupo reducido, con influencias de los movimientos fascistas europeos, fue expulsado fundando el breve Moviment Nacionalista Totalitari. 
Entre los dirigentes de Nosaltres Sols!, situados en el cotexto de su época, fueron permeables a las corrientes ideológicas de su época, ya se había perfilado una permeada por los totalitarismos europeos y otra nacionalista pura, democrática y antifascista. Las páginas del órgano separatista serán un ejemplo de esa dialéctica interna. Si bien es verdad que cirtos sectores de la organización buscaron apoyos o inspiración en la Alemania de la época, los repetidos artículos de Cardona diferenciando el nacional-feixisme del nacionalisme alliberador y contra el totalitarismo nacionalista, donde se defiende un nacionalismo desde el pueblo al estado y no uno opresor desde el estado al pueblo, acabaron con la retórica totalitaria de forma general dentro de la organización resultando en la expulsión de los militantes que posteriormente fundarían el Movimiento Nacionalista Totalitario. Daniel Cardona diría en una entrevista concedida el septiembre de 1937 en, l'Indépendant, el periódico regional de los Pirineos Orientales, lo siguiente: "el problema nacional catalán es un problema que debe ser resuelto desde el campo antifascista".
Nosaltres Sols se integró en Estat Català el mes de junio de 1936 gozando de autonomía interna y, acabada la guerra civil española, donde luchó en el bando antifascista, militantes de Nosaltres Sols! —la mayoría de los cuales eran todavía muy jóvenes— participaron junto a los de Estat Català en la creación del Front Nacional de Catalunya (FNC).